# مرکز اسلامی واشینگتن

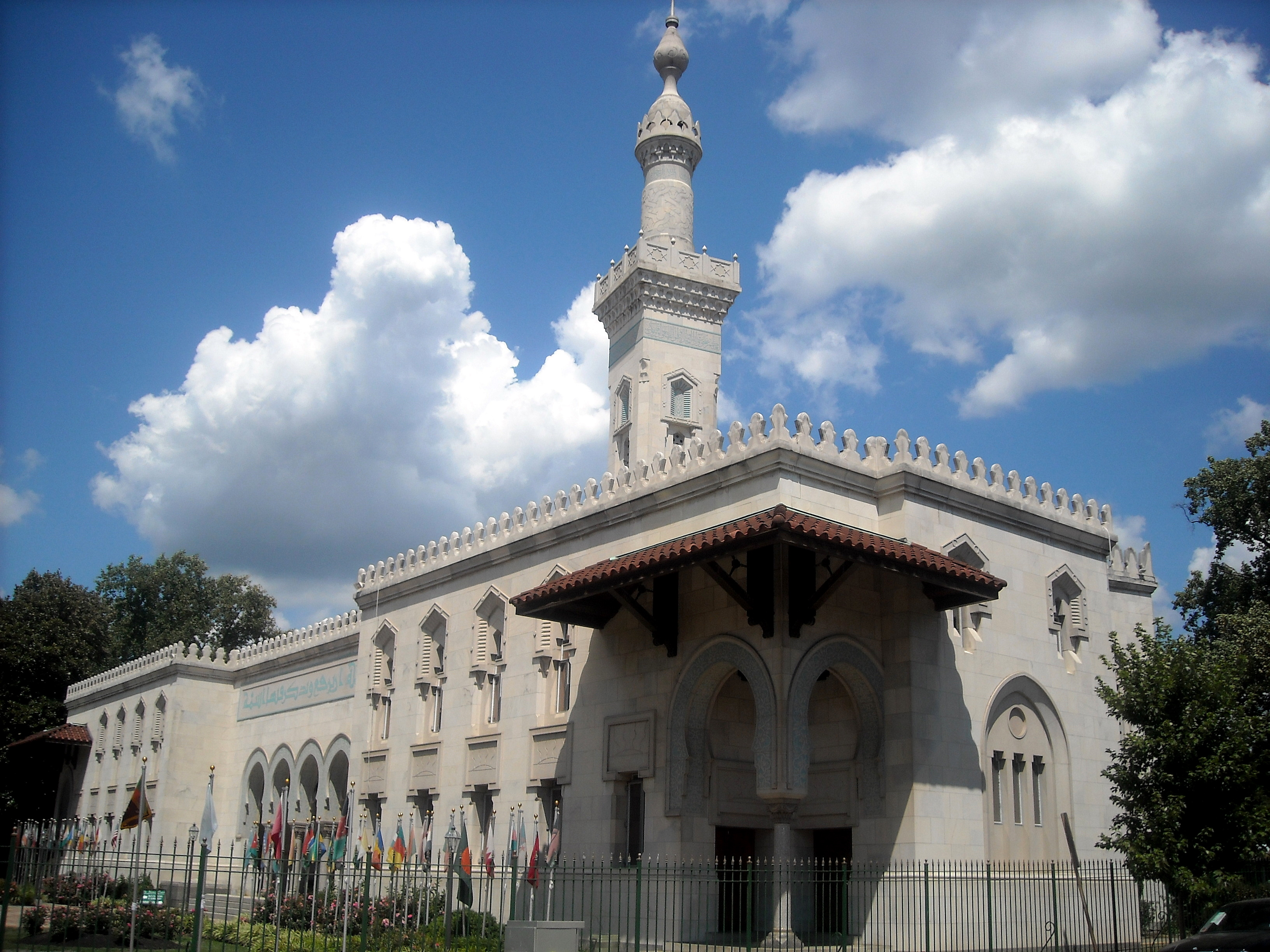

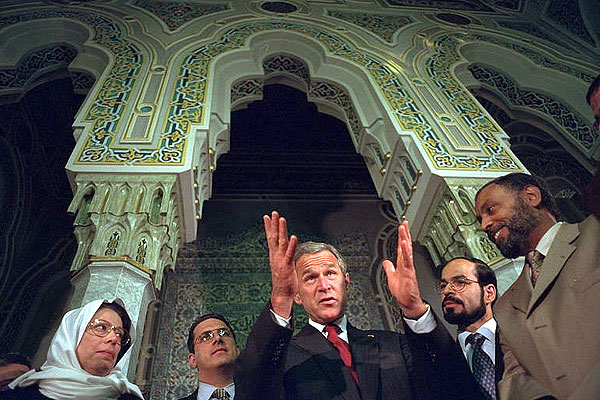
دیدار جرج بوش از مرکز اسلامی واشینگتن در سال ۲۰۰۱

مرکز اسلامی واشینگتن (به انگلیسی: Islamic Center of Washington) از مساجد مهم آمریکا است و در شهر واشینگتن دی سی قرار دارد.
این مرکز در سال ۱۹۵۰ (میلادی) ساخته شد. آیزنهاور، رئیس جمهور وقت آمریکا در مراسم افتتاح رسمی آن در ۱۹۵۷ سخنرانی ایراد کرد.
معمار آن ماریو روسی ایتالیایی بود، و بر اساس معماری مساجد سنتی مصر و عثمانی بنا گردیده.
محمدرضا پهلوی فرش‌های این مسجد را هدیه و تأمین نمود.